# Премія Джона Карті
Пре́мія Джо́на Ка́рті (англ. John J. Carty Award for the Advancement of Science) — наукова нагорода, що вручається Національною академією наук США за видатні наукові досягнення.
Нагороду названо у 1932 році на честь американського інженера Джона Карті. Вона створена на кошти компанії AT&T Corporation, у якій працював Джон Карті головним інженером та віцепрезидентом. Нагорода включає медаль та грошову винагороду сумою у 25 тисяч доларів США.
За час існування премії її отримали 10 нобелівських лауреатів.

## Лауреати
| Рік  | Лауреат                                | Обґрунтування нагороди |
| ---- | -------------------------------------- | --- |
| 1932 | Джон Карті                             | — |
| 1936 | Едмунд Бічер Вілсон                    | — |
| 1939 | Вільям Генрі Брегг                     | — |
| 1943 | Едвін Конклін                          | — |
| 1945 | Вільям Фредерік Дюранд                 | — |
| 1947 | Росс Гаррісон                          | — |
| 1950 | Ірвінг Ленгмюр                         | — |
| 1953 | Веннівер Буш                           | — |
| 1961 | Чарлз Гард Таунс                       | — |
| 1963 | Моріс Юїнг                             | — |
| 1965 | Альфред Стертевант                     | — |
| 1968 | Маррі Гелл-Манн                        | — |
| 1971 | Джеймс Вотсон                          | — |
| 1975 | Джон Тузо Вільсон                      | — |
| 1978 | Джон Норман Мазер                      | — |
| 1981 | Шинтан Яу                              | — |
| 1984 | Роберт Харза Берріс                    | За його проникливі дослідження біохімії фіксації азоту, що збагатили сільськогосподарські науки ділом та прикладом Оригінальний текст (англ.) [For his penetrating studies of the biochemistry of nitrogen fixation have enriched the agricultural sciences by deed and example] Помилка: [undefined] Помилка: {{Lang}}: немає тексту (допомога): не вказано код мови (допомога) |
| 1987 | Мотоо Кімура                           | Демонструючи роль стохастичних процесів в індукуванні та підтримці більшості алельної різноманітності в природі, він об'єднав молекулярну біологію з еволюційною теорією, зміцнюючи тим самим обидві галузі Оригінальний текст (англ.) [By demonstrating the role of stochastic processes in inducing and maintaining most allelic diveristy in nature, he has unified molecular biology with evolutionary theory, thereby strengthening both fields] Помилка: [undefined] Помилка: {{Lang}}: немає тексту (допомога): не вказано код мови (допомога) |
| 1991 | Джозеф Тейлор                          | За розробку експериментів із синхронізації пульсарів із винятковою точністю для проведення фундаментальних досліджень гравітації, включаючи гравітаційне випромінювання та перевірки загальної теорії відносності високого порядку Оригінальний текст (англ.) [For developing pulsar timing experiments with exquisite accuracy to make fundamental studies of gravitation, including gravitational radiation and high-order tests of general relativity] Помилка: [undefined] Помилка: {{Lang}}: немає тексту (допомога): не вказано код мови (допомога) |
| 1994 | Марина Ратнер                          | За її вражаюче підтвердження припущень Рагунатана Оригінальний текст (англ.) [For her striking proof of the Raghunathan conjectures] Помилка: [undefined] Помилка: {{Lang}}: немає тексту (допомога): не вказано код мови (допомога) |
| 1997 | Патрік Кірч                            | За унікальну широту його видатних антропологічних досягнень, що охоплюють багато тихоокеанських островів і поєднують їхню археологію з етноботанікою, етнобіоісторією, історичною лінгвістикою та біологією людини Оригінальний текст (англ.) [For the unique breadth of his distinguished anthropological accomplishments, spanning many Pacific islands and joining their archeology with ethnobotany, ethnobiohistory, historical linguistics, and human biology] Помилка: [undefined] Помилка: {{Lang}}: немає тексту (допомога): не вказано код мови (допомога) |
| 2000 | Дональд Лінден-Белл                    | За його видатну роботу в теоретичній астрофізиці, а особливо за оригінальність його внеску в наше розуміння колективних динамічних ефектів у зоряних системах Оригінальний текст (англ.) [For his outstanding work in theoretical astrophysics, and especially for the originality of his contributions to our understanding of the collective dynamic effects within stellar systems] Помилка: [undefined] Помилка: {{Lang}}: немає тексту (допомога): не вказано код мови (допомога) |
| 2003 | David A. Freedman                      | За його глибокий внесок у теорію та практику статистики, включаючи суворе обґрунтування баєсівського впливу та ретельний аналіз коригування перепису Оригінальний текст (англ.) [For his profound contributions to the theory and practice of statistics, including rigorous foundations for Bayesian influence and trenchant analysis of census adjustment] Помилка: [undefined] Помилка: {{Lang}}: немає тексту (допомога): не вказано код мови (допомога) |
| 2004 | Елінор Остром                          | За її винятковий внесок у вивчення соціальних інституцій, дослідження, яке значно покращило наше розуміння управління ресурсами та управління місцевою державною економікою Оригінальний текст (англ.) [For her exceptional contributions to the study of social institutions, research that has greatly advanced our understanding of resource management, and the governance of local public economies] Помилка: [undefined] Помилка: {{Lang}}: немає тексту (допомога): не вказано код мови (допомога) |
| 2005 | Роберт Кава                            | За видатний внесок у синтез та визначення характеристик багатьох нових матеріалів, що мають цікаві та важливі надпровідні, діелектричні, магнітні або теплові властивості Оригінальний текст (англ.) [For his outstanding contributions in the synthesis and characterization of many new materials that display interesting and important superconducting, dielectric, magnetic, or thermal properties] Помилка: [undefined] Помилка: {{Lang}}: немає тексту (допомога): не вказано код мови (допомога) |
| 2006 | Расселл Дуліттл                        | За видатні ідеї та методи використання комп'ютерів для опису функцій білків, для порівняння амінокислотних послідовностей та філогенетичних реконструкцій Оригінальний текст (англ.) [For contributing seminal insights and methods for using computers as an aid to characterizing protein function, in comparing amino acid sequences, and for phylogenetic reconstructions] Помилка: [undefined] Помилка: {{Lang}}: немає тексту (допомога): не вказано код мови (допомога) |
| 2007 | Joseph R. Ecker                        | За внесок у галузі передачі етиленового сигналу та геноміки арабідопсису, які проклали шлях до революції у сучасному сільському господарстві Оригінальний текст (англ.) [For contributions in the areas of ethylene signal transduction and Arabidopsis genomics that have paved the way for a revolution in modern agriculture] Помилка: [undefined] Помилка: {{Lang}}: немає тексту (допомога): не вказано код мови (допомога) |
| 2008 | Томас Айснер                           | За новаторські дослідження безлічі способів, за допомогою яких організми використовують хімію для посередництва екологічних взаємодій, і створення основи для галузі хімічної екології Оригінальний текст (англ.) [For pathbreaking studies of the myriad ways that organisms utilize chemistry to mediate ecological interactions and providing a foundation for the field of chemical ecology] Помилка: [undefined] Помилка: {{Lang}}: немає тексту (допомога): не вказано код мови (допомога) |
| 2009 | Джозеф Фельзенштейн                    | За революцію у популяційній генетиці, філогенетичній біології та систематиці за розробку складної обчислювальної основи для виведення еволюційних взаємозв'язків генів та видів на основі молекулярних даних Оригінальний текст (англ.) [For revolutionizing population genetics, phylogenetic biology, and systematics by developing a sophisticated computational framework to deduce evolutionary relationships of genes and species from molecular data] Помилка: [undefined] Помилка: {{Lang}}: немає тексту (допомога): не вказано код мови (допомога) |
| 2010 | Андрій Костянтинович Гейм              | За його експериментальну реалізацію та дослідження графену, двовимірної форми вуглецю Оригінальний текст (англ.) [For his experimental realization and investigation of graphene, the two-dimensional form of carbon] Помилка: [undefined] Помилка: {{Lang}}: немає тексту (допомога): не вказано код мови (допомога) |
| 2012 | Michael Posner                         | За видатний внесок у розуміння просторової уваги та новаторські дослідження нейронної основи пізнання з використанням неінвазивних методів функціональної візуалізації мозку Оригінальний текст (англ.) [For outstanding contributions to the understanding of spatial attention and for pioneering investigations of the neural basis of cognition using non-invasive functional brain imaging methods] Помилка: [undefined] Помилка: {{Lang}}: немає тексту (допомога): не вказано код мови (допомога) |
| 2014 | Джозеф ДеРізі                          | За новаторські зусилля з розробки нових геномних технологій та використання цих технологій для здійснення відкриттів у вірусології, що мають фундаментальне та практичне значення Оригінальний текст (англ.) [For pioneering efforts to develop new genomic technologies and using the technologies to make discoveries in virology that are of fundamental and practical importance] Помилка: [undefined] Помилка: {{Lang}}: немає тексту (допомога): не вказано код мови (допомога) |
| 2016 | Michael Goddard Theodorus M. Meuwissen | За розвиток геномної селекції, що поєднує кількісну генетичну теорію з технологією геноміки, яка здійснила революцію у генетичному покращенні худоби та сільськогосподарських культур. Їх дослідження також сприяли прогнозу геному, що має далекосяжні наслідки для областей від медицини людини до біології збереження.Оригінальний текст (англ.) [For the development of genomic selection - uniting quantitative genetic theory with genomics technology - revolutionizing the genetic improvement of livestock and crops. Their research also invigorated genomic prediction, which has far-ranging implications for fields from human medicine to conservation biology] Помилка: [undefined] Помилка: {{Lang}}: немає тексту (допомога): не вказано код мови (допомога)                                                   |
| 2018 | Девід Крепс Пол Мілгром Роберт Вілсон  | За фундаментальний прогрес теорії ігор, що продемонстрував, як неповна інформація впливає результати рівноваги. Їхні успіхи розширюють наше розуміння впливу репутації та появи співпраці. Отримані в результаті ідеї збагачують аналіз та застосування аукціонів для розподілу дефіцитних ресурсів Оригінальний текст (англ.) [For making fundamental advances to game theory by showing how incomplete information alters equilibrium outcomes. Their advances enhance our understanding the impact of reputation and the emergence of cooperation. The resulting insights enrich the analysis and application of auctions for allocating scarce resources] Помилка: [undefined] Помилка: {{Lang}}: немає тексту (допомога): не вказано код мови (допомога)                                                                   |
| 2020 | Каролін Бертоцці                       | За винахід біоортогональної хімії — широко застосовуваного класу процесів масштабованого виробництва нових біоматеріалів. Її інноваційні технології широко застосовуються у комерційних цілях для терапевтичних та діагностичних відкриттів. Вона також використовує ці інструменти для глікобіологічних досліджень та дослідження туберкульозу.Оригінальний текст (англ.) [For her invention of bioorthogonal chemistry—a broadly applicable class of processes for scalable production of novel biomaterials. Her innovative technologies have been extensively translated to commercial settings for therapeutic and diagnostics discovery. She also employs these tools for glycobiology studies and tuberculosis research] Помилка: [undefined] Помилка: {{Lang}}: немає тексту (допомога): не вказано код мови (допомога) |
| 2022 | Barney S. Graham                       | За його новаторську діяльність з розробки вакцини та моноклональних антитіл проти COVID-19, респіраторно-синцитіального вірусу, грипу, ВІЛ та інших нових вірусів Оригінальний текст (англ.) [For his groundbreaking work on vaccine and monoclonal antibody development for COVID-19, respiratory syncytial virus, influenza, HIV, and other emerging viruses] Помилка: [undefined] Помилка: {{Lang}}: немає тексту (допомога): не вказано код мови (допомога) |